# Vallée d'Aoste (coalition)
Pour les articles homonymes, voir Vallée d'Aoste (homonymie).
Vallée d'Aoste (VdA, nom complet Vallée d'Aoste, tradition et progrès) précédemment Vallée d'Aoste - Autonomie Progrès Fédéralisme, est une coalition électorale italienne, présente uniquement en Vallée d'Aoste.

## Histoire
Cette coalition se forme pour les élections générales italiennes de 1983 autour de l'Union valdôtaine, afin de la réunir avec deux autres mouvements de la minorité linguistique francophone (ou francoprovençale) de cette région. Aux élections générales italiennes de 2006 cette liste était composé par l'Union valdôtaine, la Fédération autonomiste et la Stella Alpina. Elle obtint 24 000 voix (30,7 %) pour le candidat Marc Viérin (Stella alpina) à la Chambre des députés et 23 500 voix (32 %) pour le candidat Auguste Rollandin (UV) au Sénat, mais ne parvint à élire aucun parlementaire.
Aux élections générales italiennes de 2008, elle a posé la candidature de deux membres de l'UV, Antoine Fosson pour le Sénat, et Ego Perron, actuel président du Conseil de la Vallée d'Aoste, à la Chambre des députés. M. Fosson fut élu au sénat, mais M. Perron a subi une défaite face au candidat de la coalition de centre-gauche Autonomie Liberté Démocratie, Roberto Nicco.
Pour les élections européennes de 2009, elle s'est présentée dans la circonscription de l'Italie du Nord-Ouest en alliance avec le Peuple de la liberté, alors qu'elle avait été jusqu'à présent toujours alliée à des partis de centre-gauche et à la coalition de l'Olivier. Elle a obtenu 32 926 voix (0,10 % au niveau national et 0,37 % dans la circonscription de l'Italie nord-occidentale, dont 20 686, 37,1 %, ont été recueillis en Vallée d'Aoste).
Lors des élections générales italiennes de 2013, la coalition change de nom et devient « Vallée d'Aoste » tout court.
Lors des élections générales italiennes de 2018, la coalition qui prend cette fois comme sous-titre Tradition et Progrès, comprend les quatre partis suivants et soutient Alessia Favre à la Chambre et Albert Lanièce au Sénat :
- Parti démocrate, avec qui il est allié nationalement ;
- l'Union valdôtaine ;
- l'Union valdôtaine progressiste (2013) ;
- Edelweiss Popolare Autonomista Valdostano, EPAV (2017).

Lors de ces élections, seul le sénateur sortant est difficilement réélu avec seulement 15 958 voix, soit 25,76 % des voix, de loin le pire score de l'Union valdôtaine et de ses alliés dans la région.